# Llengua baule
El baule, anomenat baoulé o bawule en francès, és una llengua del grup kwa, inclòs a la família de llengües nigerocongoleses. És una de les dues llengües regionals més importants parlades a Costa d'Ivori, república de l'Àfrica Occidental que reconeix el francès com a llengua oficial. L'altra llengua regional destacada és el dyula, una variació del mandekan. L'any 1993 es van comptar 2,1 milions de parlants de baule. Com a exemple de la llengua, la frase "Nyanmien Kpli lafiman" significa "Déu, el més gran, mai dorm".

## So i fonologia
Les paraules d'aquesta llengua tenen diferents formes de pronunciar-se, es poden pronunciar amb diversos sons; això fa que, segons el context, una mateixa paraula pugui significar més d'una cosa, quelcom que provoca que sigui una llengua amb un patró de so força complex.
El baule comprèn una sèrie de construccions de paraules que funcionen fonològicament com a vocables solts; per exemple, els noms propis, els noms compostos o les construccions substantiu-adjectiu. L'èmfasi amb el qual es pronuncien els elements d'aquestes multi-paraules trenca les composicions en dues parts: la part emfatitzada, i la no emfatitzada.
Per exemple, els noms i cognoms en un nom propi, ordinàriament fan una paraula prosòdica única (veure prosòdia). Això s'explica gràcies a l'ús d'una elisió, que elimina un dels dos sons vocàlics adjacents; regla que només s'aplica en les paraules prosòdiques.
Per tant, l'èmfasi de síl·labes i les entonacions van més enllà que en altres llengües i passen a ser una clau per l'aprenentatge i l'ús del baule. Junt amb l'èmfasi, el baule es caracteritza pel bloqueig de regles fonològiques i la neutralització de contrastos fonològics o semàntics.

## Gramàtica
Contrastant amb la majoria dels seus parents més propers (anyi, nzema, akan, etc.), el baule té un sistema de set vocals sense harmonia ATR i desconeix la norma de classe i gènere. El baule està caracteritzat per tenir un rígid ordre de constituents, SVO, i per les construccions monoverbals. A més, els seus verbs no tenen cap to lèxic; el to està enterament determinat per la seva estructura sil·làbica.

## Les traduccions de la Bíblia
L'any 1946, algunes parts de l'Antic Testament de la Bíblia van ser traduïdes en baule i, posteriorment, van ser publicades; l'any 1953, es va publicar la traducció del Nou Testament. La Bíblia completa en aquesta llengua va ser editada i publicada per primer cop l'any 1998 per la Societat Bíblica a Abidjan.